# Le Jugement de Pâris (Renoir)
Pour l’article homonyme, voir Le Jugement de Pâris.
Le Jugement de Pâris est un tableau réalisé par le peintre français Auguste Renoir vers 1913-1914. D'un format horizontal, cette huile sur toile est une peinture mythologique qui représente le jugement de Pâris devant un paysage arboré où l'on distingue un temple grec dans le lointain. Elle figure Pâris accroupi à l'instant où, sous les yeux de Mercure, il tend la pomme de la Discorde à Vénus, laquelle est aussi nue que les deux autres déesses dont il a évalué la beauté. L'œuvre est conservée au musée d'Art de Hiroshima, à Hiroshima, au Japon.
À Paris, en France, le musée d'Orsay conserve un haut-relief en plâtre patiné qui représente la même scène et que Richard Guino a exécuté sous la direction de Renoir paralysé.

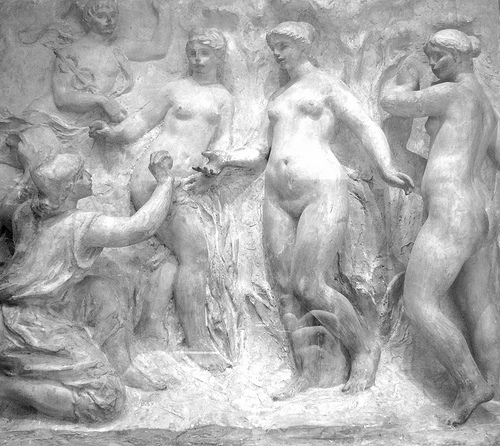
Détail du Jugement de Pâris par Auguste Renoir et Richard Guino – Musée d'Orsay, Paris.